# Мартынов, Сергей Николаевич (футбольный судья)
Сергей Николаевич Мартынов (род. 15 марта 1961, Москва) — российский футбольный судья.

## Биография
Начинал судейскую карьеру в роли ассистента ещё в советское время. В качестве главного судьи дебютировал на профессиональном уровне 21 августа 1992 года, отсудив встречу второй лиги «Спартак» (Тамбов) — «Ротор-д» (0:1).
С 1995 года работал на матчах высшей лиги в качестве ассистента. Также, в составе бригады Сергея Хусаинова, принимал участие в международных клубных турнирах и провёл две игры между национальными сборными: 31 августа 1996 года отборочный матч к чемпионату мира 1998 Беларусь — Эстония, а 5 сентября 1998 года отборочный матч к чемпионату Европы 2000 Кипр — Испания. 
16 марта 2002 года дебютировал в качестве главного судьи в Премьер-лиге, отсудив встречу 3-го тура «Шинник»  — «Алания» (2:0), в которой показал три предупреждения. Всего в период с 2002 по 2005 год провёл 20 матчей в Премьер-лиге.

### Инцидент в Израиле
Утром 15 сентября 1999 года Мартынов в составе бригады Сергея Хусаинова вылетел в Израиль на игру Кубка УЕФА «Хапоэль» Хайфа — «Брюгге». Позднее со ссылкой на израильские газеты появились сообщения, что один или несколько рефери якобы вели себя неподобающе: заигрывали с женщинами-полицейскими в аэропорту, официантками в тель-авивском ресторане, находились в нетрезвом состоянии. 16 сентября российскую бригаду сняли с игры, заменив на румынскую. 9 октября исполком РФС отстранил всех судей от работы до конца сезона. В феврале 2000-го КДК УЕФА отстранил Хусаинова от выполнения официальных обязанностей на матчах под эгидой УЕФА до 31 июля 2000 года, а его коллег — до 30 апреля того же года. Но уже в марте апелляционный комитет УЕФА смягчил санкции, при этом подтвердив факт неподобающего поведения. Дисквалификация Мартынова действовала до 10 апреля. Позднее Хусаинов провёл пресс-конференцию, где признал только факт употребления спиртного, указав, что он и Мартынов употребили в самолёте по три бокала шампанского.